# Wassyl Kobin
Wassyl Wassylowytsch Kobin (ukrainisch Василь Васильович Кобін; englische Transkription Vasyl Vasilyevich Kobin; * 24. Mai 1985 in Strabytschowo, Oblast Transkarpatien, Ukrainische SSR, Sowjetunion, heute Ukraine) ist ein ukrainischer Fußballspieler, der für Tobyl Qostanai in der kasachischen Premjer-Liga spielt.

## Vereinskarriere
Wassyl Kobin begann seine Karriere bei Zakarpattya Uschhorod in seiner Heimat, der Oblast Transkarpatien an der slowakischen Grenze. Dort hatte er bereits in seiner Jugendzeit gespielt. Im Jahr 2004 wurde er mit dem Verein Meister in der zweiten ukrainischen Liga und stieg damit in die Premjer-Liha, die höchste Spielklasse des Landes, auf. Als er im Folgejahr mit seinem Klub noch den Klassenerhalt erreichen konnte, stieg Uschhorod 2006 als Tabellenletzter wieder ab. Kobin verließ daraufhin den Verein und wechselte zum Erstligaaufsteiger Karpaty Lwiw. Als Stammspieler erreichte er mit diesem Klub in den folgenden drei Jahren bis 2009 jeweils einen Platz im Mittelfeld der Liga. Danach wurde er von Schachtar Donezk, einem der erfolgreichsten ukrainischen Vereine und zu diesem Zeitpunkt amtierenden UEFA-Pokalsieger, verpflichtet. Mit Donezk gewann er in den folgenden Jahren mehrfach die nationale Meisterschaft, den Pokal und den Superpokal. Auf der rechten Außenverteidigerposition konnte er sich aber nie gegen den kroatischen Nationalspieler Darijo Srna durchsetzen. Wassyl Kobin lief immer dann auf, wenn Srna verletzt oder gesperrt war. Von August 2014 bis März 2015 wurde er an den Ligakonkurrenten Metalist Charkiw sowie direkt im Anschluss bis Juni 2015 an den FK Schachzjor Salihorsk nach Weißrussland verliehen. Bei beiden Vereinen kam er regelmäßig zum Einsatz. An seiner etatmäßigen Rolle als Ersatzspieler für Darijo Srna änderte dies bei seiner Rückkehr nach Donezk allerdings nichts. Im Sommer 2017 verließ er den Klub nach acht Jahren und schloss sich dem Erstligaaufsteiger Weres Riwne an. Dort blieb er bis zur Winterpause und wechselte dann zum kasachischen Erstligisten Tobyl Qostanai.

## Nationalmannschaft
Während seiner erfolgreichen ersten Saison bei Donezk wurde Wassyl Kobin auch erstmals in die ukrainische Fußballnationalmannschaft berufen. Bis zum Jahr 2011 absolvierte er elf Länderspiele.

## Erfolge
- Ukrainische Meisterschaft: 2010, 2011, 2012, 2013, 2014, 2017
- Ukrainischer Pokal: 2011, 2012, 2013, 2016, 2017
- Ukrainischer Superpokal: 2010, 2012, 2013, 2014, 2015